# Lampetra minima
Lampetra minima là một loài cá thuộc họ Petromyzontidae. Đây là loài đặc hữu của Hoa Kỳ. Môi trường sống tự nhiên của chúng là hồ Miller.